# Shingled Magnetic Recording

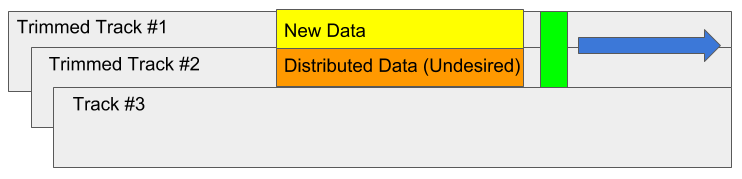
Shingled Magnetic Recording mit überlappenden Spuren

Shingled Magnetic Recording (SMR; englisch shingle: (Dach-)Schindel) ist eine Technik zur Datenspeicherung auf magnetischen Datenträgern, die in Festplatten (HDDs) verwendet wird, um die Speicherdichte und die Gesamt-Speicherkapazität eines Laufwerks in Relation zu dem üblichen Aufzeichnungsverfahren Perpendicular Recording (PMR, auch bekannt als Conventional Magnetic Recording CMR) zu erhöhen. Vorherige Verfahren speichern Daten, indem separate magnetische Spuren nebeneinander geschrieben werden; beim Shingled Recording hingegen wird eine Spur so geschrieben, dass sie einen Teil der danebenliegenden Spur überlappt, wodurch die Nebenspur dünner wird – das erlaubt eine höhere Spurdichte. Das Überlappen ähnelt dem von Dachschindeln, die daher namensgebend für das Verfahren waren. Dieser Verfahrensansatz wurde gewählt, da physikalische Beschränkungen verhindern, dass der elektromagnetische Schreibkopf einer Festplatte ebenso klein wie der Lesekopf sein kann – beim Shingled Recording darf er größer sein.:7–9

## Überlappungsfortpflanzung
Die Informationen in einer bestehenden Spur bleiben lesbar, wenn die Spur von einer Seite von der Nachbarspur teilweise überdeckt/überschrieben wird; die Informationen gehen jedoch verloren, wenn eine Spur von beiden Seiten teilweise überschrieben wird. Das Beschreiben einer Spur stellt für die vorhergehende Spur kein Problem dar, von ihr bleibt ein ausreichender Streifen stehen; es wird aber gleichzeitig auch ein Teil der Folgespur überschrieben, und da genau der Streifen, der für das Auslesen der Daten der Folgespur benötigt wird und stehen bleiben müsste. Sofern die Folgespur Daten enthält, muss sie daher anschließend ebenfalls erneut geschrieben werden, was ggf. die nächste Spur beeinträchtigt; so pflanzt sich die Notwendigkeit, die Daten aufzufrischen, immer weiter in Richtung der Folgespuren fort. Um zu vermeiden, dass (ab der Änderungsstelle) der gesamte (restliche) SMR-Bereich der Festplatte erneuert werden muss, wird in regelmäßigen Abständen eine Lücke vorgesehen, an der die Überlappungsfortpflanzung stoppt.

### Veranschaulichung
Zur Veranschaulichung wird meist ein mit Schindeln/Dachziegeln gedecktes Dach betrachtet: In einem bestehend gedeckten Dach soll ein (zerbröselter) Dachziegel durch einen neuen ersetzt werden. Der neue kann problemlos auf die nächsttiefere Reihe aufgelegt werden – zur nächsthöheren Reihe gelingt das nicht. Der Dachziegel der nächsthöheren Reihe muss erst abgenommen werden, dann kann der neue Ziegel der aktuellen Reihe problemlos gelegt werden. Anschließend soll der Ziegel der nächsthöheren Reihe wieder eingelegt werden ~ nun stellt sich das gleiche Problem erneut, nur eine Reihe höher. So pflanzt sich das Problem das Dach hinauf fort bis zum First – dem Ende des geschindelten Bereichs.

## Geschwindigkeit und Verwaltung
Das notwendige Auffrischen von Nachbarspuren reduziert im Allgemeinen die Schreibgeschwindigkeit. Daher besitzen SMR-Festplatten einen Bereich (meist in der schnellen Außenzone), der nicht-überlappend beschrieben wird und als Cache dient; die dort zwischengelagerten Daten werden erst in einer Ruhepause in den SMR-Bereich übertragen. Festplatten, die diese SMR-Aufzeichnung intern verwalten (device-managed), verstecken diese komplexen Vorgänge und behandeln sie selbst mittels ihrer Firmware – sie bieten dieselbe Standard-Schnittstelle wie alle anderen üblichen Festplatten. Bei (host-managed) SMR-Festplatten hingegen muss das Betriebssystem bzw. dessen Gerätetreiber entsprechend agieren und darf eine Spur nur beschreiben, wenn keine vorhandenen folgenden Daten betroffen sind.:11 ff.

## Verbreitung
Seagate liefert SMR-Festplatten seit September 2013, zum Beispiel das für Serveranwendungen ausgelegte Laufwerk ST8000AS0003 (2018, 8 TB). Die ersten Laufwerke 2013 erzielten eine Erhöhung der Speicherkapazität um ca. 25 % im Vergleich zu Festplatten mit anderen Speicherverfahren. Im September 2014 kündigte HGST ein 10-TB-Laufwerk an, das mit Helium gefüllt ist und ebenfalls Shingled Magnetic Recording verwendet.
Daneben konnte durch Recherchen von Fachzeitschriften im April 2020 gezeigt werden, dass alle großen Hersteller Festplatten mit SMR vertreiben, ohne dies zu kennzeichnen. Aufgrund der verminderten Schreibleistung und möglichen Inkompatibilitäten im RAID-Verbund mit anderen Festplatten ohne SMR-Technologie (der Controller vermutet aufgrund der geringen Geschwindigkeit einen Defekt) wird die fehlende Kennzeichnung kritisiert. Mit dem Aufkommen der SMR-Technologie findet auch der TRIM-Befehl bei immer mehr Festplatten Verwendung, was zwar insbesondere bei SMR-Festplatten zu Geschwindigkeitsvorteilen führt, jedoch zu Lasten der Wiederherstellbarkeit von gelöschten Daten geht. So ist eine Datenwiederherstellung bei neueren SMR-Festplatten von Western Digital selbst bei einer Schnellformatierung nur mit Datenrettungsprogrammen häufig nicht mehr möglich.
Bei folgenden Produktserien konnte der Einsatz von SMR ohne Kennzeichnung nachgewiesen werden:
- Toshiba
  - DT02: 4 TB und 6 TB
  - P300: 4 TB und 6 TB
  - MQ04: 1 TB und 2 TB
  - L200: 1 TB und 2 TB
- Western Digital
  - WD*0EFAX: 2 TB, 3 TB, 4 TB und 6 TB
- Seagate
  - Barracuda ST2000DM008 (2 TB)
  - Barracuda ST4000DM004 (4 TB)
  - Barracuda ST8000DM004  (8 TB)
  - Desktop HDD ST5000DM000 (5 TB)

## Alternative Entwicklungen
Andere Ansätze, die Speicherdichte von Festplatten zu erhöhen, sind beispielsweise (Bit-)Patterned media oder das Befüllen der Festplatte mit Helium, um einen kleineren Abstand der Köpfe von der Oberfläche zu ermöglichen.